# Paracomeron
Paracomeron is een kevergeslacht uit de familie van de boktorren (Cerambycidae). De wetenschappelijke naam van het geslacht werd voor het eerst geldig gepubliceerd in 1912 door Heller.

## Soorten
Paracomeron is monotypisch en omvat slechts de volgende soort:
- Paracomeron aurivilliusi Heller, 1912